# The Seven Little Foys
The Seven Little Foys (bra Um Curinga e Sete Ases) é um filme estadunidense de 1955, do gênero comédia dramático-biográfica, dirigido por Melville Shavelson e estrelado por Bob Hope e Milly Vitale.
Com a carreira em baixa, Hope resolveu tentar algo diferente, aconselhado pelo amigo Shavelson. Decidiu-se, então, pela biografia do artista de vaudeville Eddie Foy, o que resultou em uma atuação muito elogiada. James Cagney, em participação especial, sem receber salário, repete seu papel de George M. Cohan, que fizera em Yankee Doodle Dandy (1942), e protagoniza com Hope o ponto alto do filme, uma sequência de canto e dança.
O filme recebeu uma indicação ao Oscar, na categoria Melhor Roteiro Original e é narrado por Charley Foy, um dos sete filhos de Eddie Foy, a que o título faz alusão.

## Sinopse
Eddie Foy é um artista que trabalha sozinho, até casar-se com a cantora italiana Madeleine Morando. Do casamento resultam sete crianças, que Eddie deixa com a m] e a tia Clara, em uma pequena cidade do interior, para construir uma vitoriosa carreira por todo o país. Quando Madeleine morre vítima de pneumonia, Eddie volta para casa e decide formar uma companhia com os filhos. Tia Clara, todavia, recorre às autoridades, pois acredita que as crianças estão sendo exploradas.

## Elenco
| Ator/Atriz    | Personagem            |
| ------------- | --------------------- |
| Bob Hope      | Eddie Foy             |
| Milly Vitale  | Madeleine Morando Foy |
| George Tobias | Barney Green          |
| Angela Clarke | Clara Morando         |
| Herbert Heyes | Juiz                  |
| Billy Gray    | Billy Gray Foy        |
| Lee Erickson  | Charley Foy           |
| Paul De Rolf  | Richard Foy           |
| Lydia Reed    | Mary Foy              |
| Linda Bennett | Madeleine Foy         |
| Jimmy Baird   | Eddie Foy Jr.         |
| Tommy Duran   | Irving Foy            |
| James Cagney  | George M. Cohan       |

## Principais premiações
| Prêmio     | Categoria               | Recipiente                    | Situação |
| ---------- | ----------------------- | ----------------------------- | -------- |
| Oscar 1956 | Melhor roteiro original | Melville Shavelson, Jack Rose | Indicado |